# Nepenthes putaiguneung
Nepenthes putaiguneung — вид квіткових рослин родини непентесових (Nepenthaceae). Описаний у 2020 році.

## Поширення
Ендемік індонезійського острова Суматра.

## Опис
Вид морфологічно схожий на Nepenthes singalana. Відрізняється вузько-лопатевим листям, більш витонченими верхніми глечиками з дрібно ребристою перистомою, відсутніми зубцями на внутрішньому краї, кришкою з прикореневим гребенем і коротким схожим на зуб трикутним відростком біля верхівки на нижній стороні.